# Брит міла

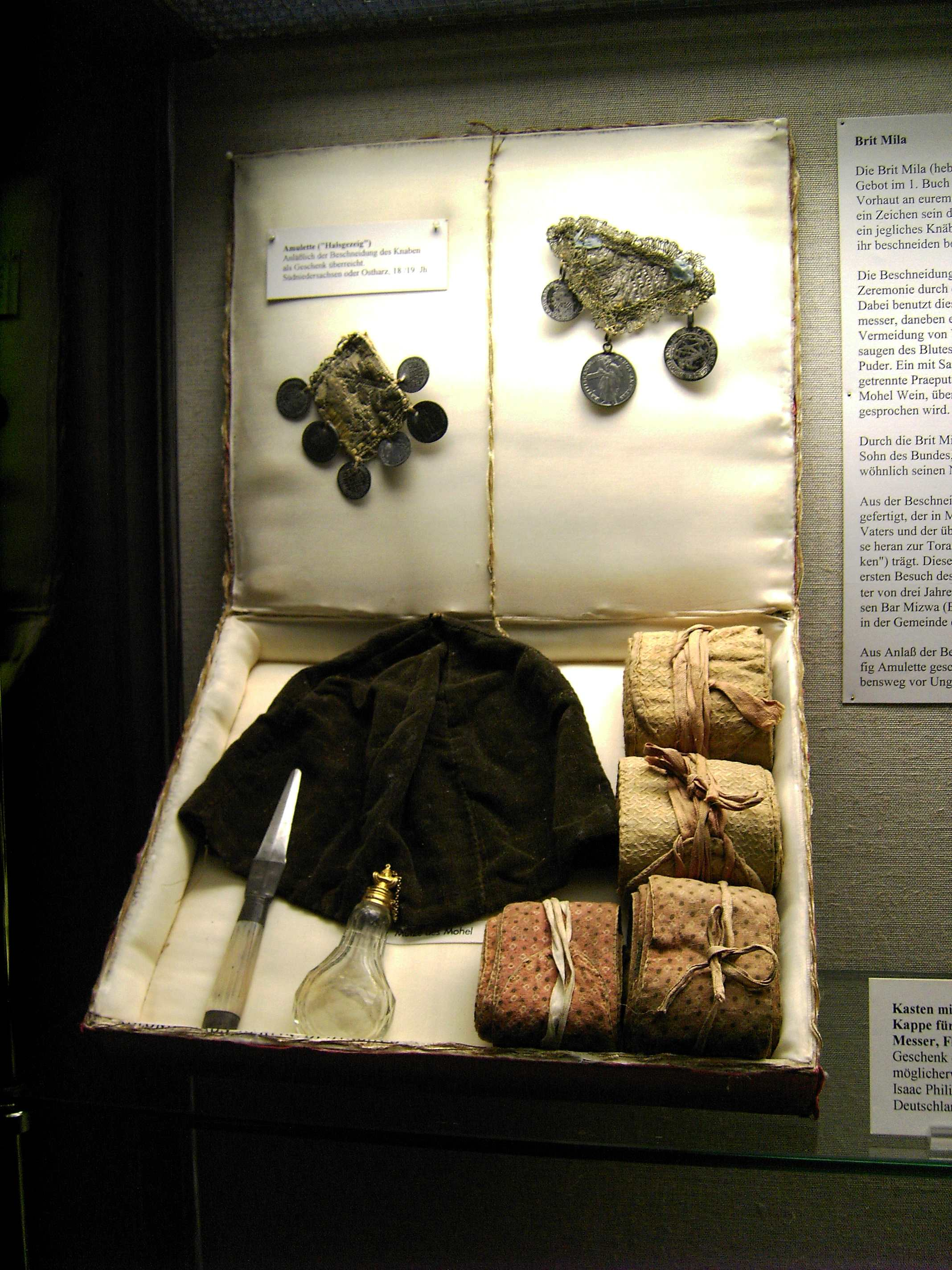
Набір інструментів, що використовуються в ритуалі Брит-міли — юдейського обрізання. Музей м. Ґьоттінґен, Німеччина

Брит міла  (іноді Брит-міла; івр. בְּרִית מִילָה, букв. завіт обрізання) — обряд обрізання (відсічення крайньої плоті статевого органу) в юдаїзмі, проводять на 8 день після народження дитини чоловічої статі; він символізує союз Вс-вишнього з народом Ізраїлю через Аврагама (Аврагам — праотець Ізраїлю, зробив обряд обрізання в ознаменування обіцянки Б-га землі Ханаанської для народу єврейського).